# جامعة كاليفورنيا (سان دييغو)
جامعة كاليفورنيا في سان دييغو هي جامعة بحثية عامة وتقع في مدينة لاهويا من مقاطعة سان دييغو، كاليفورنيا، الولايات المتحدة. مساحة الجامعة 2141 فدان (866 هكتارا) مطلة على ساحل المحيط الهادئ مع الحرم الجامعي الرئيسي يرتكز على ما يقرب من 1200 فدان (490 هكتار). وبالإضافة إلى ذلك، وتعتبر باستمرار في قوائم العشرة الأوائل من أفضل الجامعات العامة. المدرسة قوية لا سيما في مجال العلوم البيولوجية، العلوم الاجتماعية والهندسة. مع موقعها الساحلي في لاهويا، كاليفورنيا، ومع معهد سكريبس لعلوم المحيطات، جامعة كاليفورنيا سان دييغو تحصل على أعلى الدرجات لعلوم المحيطات والعلوم البيولوجية.